# Los tres problemas rurales

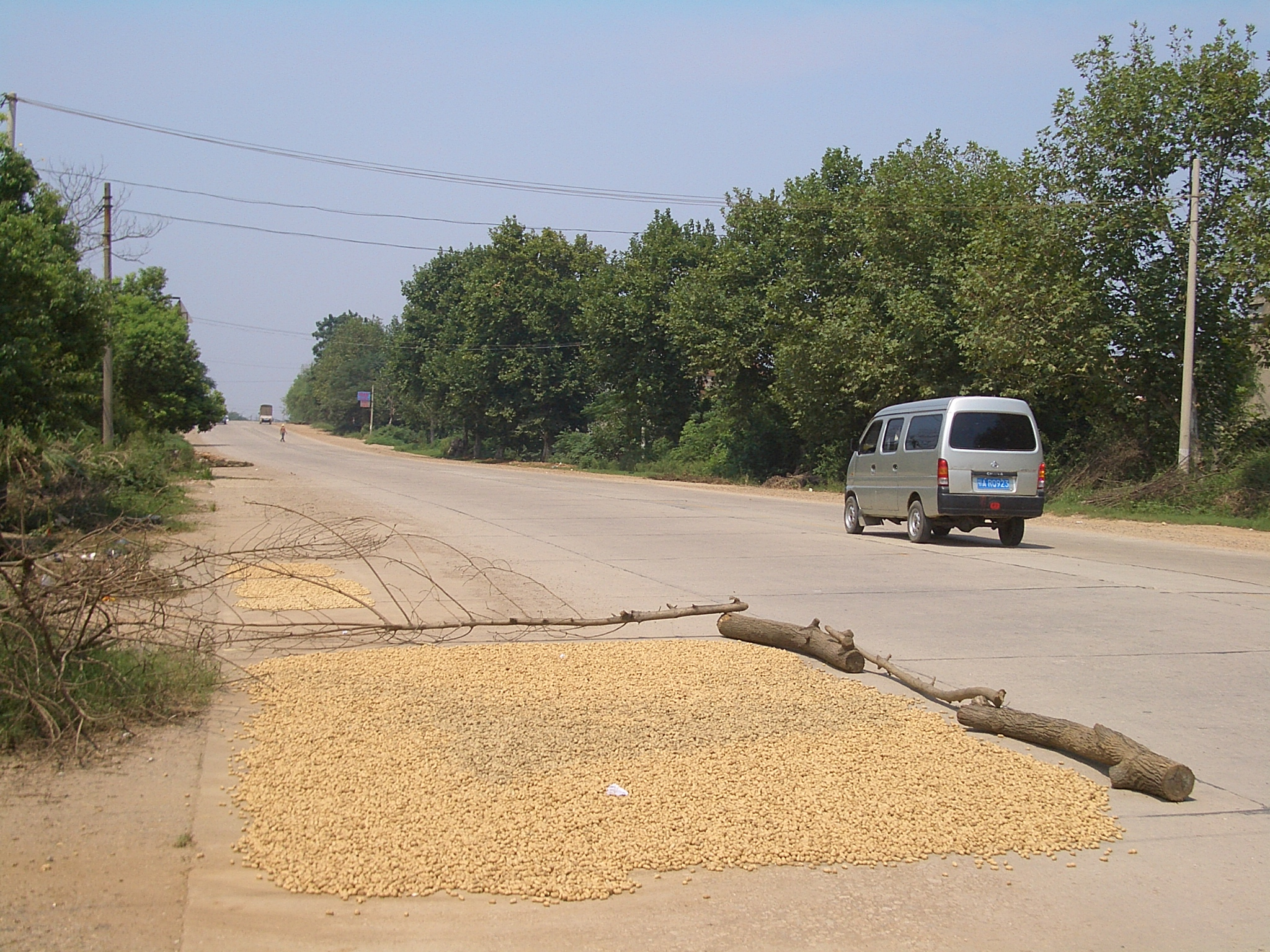
Los cacahuetes se secan en el distrito de Jiangxia, en una de las carreteras principales desde Wuhan hasta el área urbana de Jiangxia.

Los tres asuntos rurales (chino simplificado: 三农; chino tradicional: 三農; Hanyu Pinyin: sān nóng) se refieren a tres problemas relacionados con el desarrollo rural de la república popular China en las regiones que gobierna el partido comunista chino, esto es, en aquellas regiones que no constituyen zonas especiales, y los territorios en disputa como la isla de Taiwán.
Específicamente, estos asuntos son: Agricultura, zonas rurales y agricultores. El desarrollo de la política de los tres asuntos fue iniciativa de Hu Jintao y Wen Jiabao, como una forma de encarar los problemas y necesidades del desarrollo rural de China que necesitan trabajo. 
En el X "Congreso Nacional del Pueblo" celebrado en el 2006, los tres asuntos tuvieron especial énfasis durante el discurso de Wen Jiabao en momentos que daba el reporte anual sobre los tareas del gobierno en el 2005 y la dirección de éste en el 2006. 